# James Meredith
James Gregory Meredith (Albury, 4 april 1988) is een Australisch voormalig voetballer die doorgaans speelde als linksback. Tussen 2006 en 2022 was hij actief voor Derby County, Cambridge United, Chesterfield, Sligo Rovers, Shrewsbury Town, Telford United, York City, Bradford City, Millwall, Perth Glory en Macarthur. Meredith maakte in 2015 zijn debuut in het Australisch voetbalelftal en kwam uiteindelijk tot twee interlandoptredens.

## Clubcarrière
Meredith werd geboren in Albury maar werd op jonge leeftijd gescout door Derby County. Voor hij door kon breken bij deze club werd hij achtereenvolgens verhuurd aan Cambridge United en Chesterfield. In de zomer van 2017 verkaste de vleugelverdediger naar Sligo Rovers en na een halfjaar tekende hij voor anderhalf jaar bij Shrewsbury Town. Die club verhuurde hem nog aan Telford United. In de zomer van 2009 sloot Meredith zich op vaste basis aan bij York City. Gedurende drie seizoenen speelde de Australiër een vaste rol in de defensie van York City, voor hij verkaste naar Bradford City. Millwall nam Meredith over in mei 2017. Bij zijn nieuwe club zette hij zijn handtekening onder een verbintenis voor de duur van twee seizoenen. In de nazomer van 2019 keerde Meredith terug naar Australië, waar hij voor Perth Glory ging spelen. De verdediger tekende in december 2020 voor Macarthur. In de zomer van 2022 besloot Meredith op vierendertigjarige leeftijd een punt achter zijn actieve loopbaan te zetten.

## Clubstatistieken
| Seizoen | Club               | Competitie         | Competitie | Competitie | Beker | Beker | Internationaal | Internationaal | Totaal | Totaal |
| Seizoen | Club               | Competitie         | Wed.       | Dlp.       | Wed.  | Dlp.  | Wed.           | Dlp.           | Wed.   | Dlp.   |
| ------- | ------------------ | ------------------ | ---------- | ---------- | ----- | ----- | -------------- | -------------- | ------ | ------ |
| 2006/07 | Derby County       | Championship       | 0          | 0          | 0     | 0     | —              | —              | 0      | 0      |
| 2006/07 | → Cambridge United | Conference Premier | 1          | 0          | 1     | 0     | —              | —              | 2      | 0      |
| 2006/07 | → Chesterfield     | League One         | 1          | 0          | 0     | 0     | —              | —              | 1      | 0      |
| 2007    | Sligo Rovers       | Premier Division   | 4          | 0          | 0     | 0     | —              | —              | 4      | 0      |
| 2007/08 | Shrewsbury Town    | League Two         | 46         | 0          | 3     | 0     | —              | —              | 49     | 0      |
| 2008/09 | Shrewsbury Town    | League Two         | 0          | 0          | 0     | 0     | —              | —              | 0      | 0      |
| 2008/09 | → Telford United   | Conference North   | 28         | 1          | 2     | 0     | —              | —              | 30     | 1      |
| 2009/10 | York City          | Conference Premier | 46         | 0          | 3     | 0     | —              | —              | 49     | 0      |
| 2010/11 | York City          | Conference Premier | 45         | 1          | 6     | 0     | —              | —              | 51     | 1      |
| 2011/12 | York City          | Conference Premier | 46         | 2          | 9     | 0     | —              | —              | 55     | 2      |
| 2012/13 | Bradford City      | League Two         | 35         | 1          | 9     | 0     | —              | —              | 44     | 1      |
| 2013/14 | Bradford City      | League One         | 26         | 0          | 3     | 0     | —              | —              | 29     | 0      |
| 2014/15 | Bradford City      | League One         | 40         | 0          | 9     | 0     | —              | —              | 49     | 0      |
| 2015/16 | Bradford City      | League One         | 44         | 1          | 3     | 0     | —              | —              | 47     | 1      |
| 2016/17 | Bradford City      | League One         | 44         | 2          | 4     | 0     | —              | —              | 48     | 2      |
| 2017/18 | Millwall           | Championship       | 46         | 0          | 1     | 0     | —              | —              | 47     | 0      |
| 2018/19 | Millwall           | Championship       | 36         | 0          | 2     | 0     | —              | —              | 38     | 0      |
| 2019/20 | Perth Glory        | A-League           | 23         | 1          | 0     | 0     | —              | —              | 23     | 1      |
| 2020/21 | Macarthur          | A-League           | 19         | 2          | 0     | 0     | —              | —              | 19     | 2      |
| 2021/22 | Macarthur          | A-League           | 21         | 1          | 2     | 0     | —              | —              | 23     | 1      |
| Totaal  | Totaal             | Totaal             | 508        | 12         | 57    | 0     | 0              | 0              | 565    | 12     |

## Interlandcarrière
Meredith maakte zijn debuut in het Australisch voetbalelftal op 12 november 2015, toen met 3–0 gewonnen werd van Myanmar. Mile Jedinak (uit een strafschop), Tim Cahill en Ildar Amirov (eigen doelpunt). Meredith mocht van bondscoach Ange Postecoglou in de basis starten en hij speelde de volledige negentig minuten mee. Meredith werd in mei 2018 door Bert van Marwijk opgenomen in de voorselectie van Australië voor het wereldkampioenschap in Rusland. Van Marwijk nam hem daarna ook op in de definitieve selectie. Op het eindtoernooi werd Australië uitgeschakeld in een poule met latere winnaar Frankrijk, Denemarken en Peru. Meredith kwam op het toernooi niet in actie. Zijn toenmalige clubgenoot Tim Cahill (eveneens Australië) was ook actief op het WK.
| Interlands van James Meredith voor Australië | Interlands van James Meredith voor Australië | Interlands van James Meredith voor Australië | Interlands van James Meredith voor Australië | Interlands van James Meredith voor Australië | Interlands van James Meredith voor Australië | Interlands van James Meredith voor Australië |
| №                                            | Datum                                        | Wedstrijd                                    | Uitslag                                      | Competitie                                   | Goals                                        |                                              |
| Als speler bij Bradford City                 | Als speler bij Bradford City                 | Als speler bij Bradford City                 | Als speler bij Bradford City                 | Als speler bij Bradford City                 | Als speler bij Bradford City                 | Als speler bij Bradford City                 |
| -------------------------------------------- | -------------------------------------------- | -------------------------------------------- | -------------------------------------------- | -------------------------------------------- | -------------------------------------------- | -------------------------------------------- |
| 1                                            | 12 november 2015                             | Australië – Kirgizië                         | 3 – 0                                        | Vriendschappelijk                            |                                              |                                              |
| 2                                            | 17 november 2015                             | Bangladesh – Australië                       | 0 – 4                                        | Vriendschappelijk                            |                                              |                                              |